# Saterfriesische Literatur
Als saterfriesische Literatur bezeichnet man das Schrifttum in saterfriesischer Sprache. Sie entwickelte sich im Wesentlichen erst seit den 1950er Jahren und besteht vor allem aus Aufzeichnungen mündlicher Erzählungen, in Zeitungen und Sammelbänden erschienenen schwankhaften Anekdoten („Dööntjene“) und volkstümlichen Texten sowie Übersetzungsliteratur.

## Situation bis 1950
Aus altfriesischer Zeit, bis etwa 1550, sind im östlichen Friesland vor allem Rechtstexte überliefert, von denen keiner speziell im Saterland verortet werden kann. In nachfolgender Zeit war die langsam aussterbende ostfriesische Sprache kaum als Schriftsprache in Verwendung. Insgesamt gibt es nur wenige schriftliche Zeugnisse neuostfriesischer Dialekte aus der frühen Neuzeit.
Aufzeichnungen in saterfriesischer Sprache setzten erst im 19. Jahrhundert ein, als sich die Sprachwissenschaft mit den letzten ostfriesischen Dialekten auseinandersetzte. In diesem Zusammenhang schrieb der Sprachforscher Johann Friedrich Minssen im Jahr 1846 viele Geschichten und Märchen nieder, die ihm von dem Erzähler Theo Griep diktiert wurden. Herausgegeben wurden diese Texte allerdings erst im späten 20. Jahrhundert.
Eine herausragende Persönlichkeit der saterländischen Literatur war Gesina Lechte-Siemer (1911–2007). Sie begann schon als Kind damit, in ihrer Muttersprache zu dichten. Im Jahr 1932 erschien ihr Theaterstück Louts Hinerks Tjoue.

## Situation nach 1950
1953 schrieb Hermann Janssen einen Artikel in der regionalen Zeitung General-Anzeiger, in dem er die Leser aufforderte, Geschichten in saterfriesischer Sprache an die Zeitung zu schicken. Daraus entstand die Zeitungsrubrik Lesebouk foar Seelterlound mit Texten über Sprache und Kultur des Saterlandes. Sie bestand bis 1965. Im Jahr 1964 erschien die Anthologie Dät Ooldenhuus, geschrieben von Hermann Janssen und dem Westfriesen Pyt Kramer.
Nach der Einstellung des Seelter Leesebouk entstand die thematisch ähnlich angelegte Zeitschrift Seelter Trjoue, Tidschrift foar alle Seelter, die Janssen erneut mit Kramer zusammen herausgab. Sie existierte bis 1972. Ein wichtiger Mitarbeiter der Zeitschrift war auch Theo Griep. In dieser Zeit schrieb Theo Griep auch das Buch Twiske Ticheläi un Baarenbierich.
Im Jahr 1977 erschien eine illustrierte Gedichtanthologie von Gesina Lechte-Siemer mit dem Namen Ju Seelter Kroune.
Zwischen 1977 und 1990 publizierte Theo Deddens saterländische Geschichten in der Münsterländischen Tageszeitung, insgesamt umfasste seiner Arbeit etwa 300 Zeitungsartikel. Der amerikanische Sprachwissenschaftler Marron Fort publizierte die Textsammlungen Saterfriesisches Volksleben (1985) und Saterfriesische Stimmen (1990), die erneut eine schriftliche Niederlegung von mündlichen Erzählungen waren. Fort war es auch, der 2003 eine Übersetzung des Neuen Testaments und der Psalmen auf Saterfriesisch herausgab.
Als Theo Deddens Geschichten ab 1990 nicht mehr in der Zeitung erschienen, setzte Margaretha Grosser seine Arbeit fort. Sie veröffentlicht ihre Geschichten in zwei Regionalzeitungen und schrieb und übersetzte zudem verschiedene Bücher in saterfriesischer Sprache, dazu gehören z. B. Di latje prins (2009), Tuusterpäiter (2010) und Fon dän Fisker un sien Wieuw (2012).